# Basse-Vendline
Basse-Vendline je obec ve švýcarském kantonu Jura. Žije zde 742 obyvatel.

## Geografie
Obec se nachází v nejsevernější části kantonu Jura, severovýchodně od Porrentruy, hlavního města oblasti Ajoie, na hranici s Francií.
Sousedními obcemi jsou Damphreux-Lugnez a Vendlincourt v kantonu Jura a Courtavon, Liebsdorf, Pfetterhouse a Réchésy ve Francii.

## Historie
Obec vznikla s účinností od 1. ledna 2024 sloučením doposud samostatných obcí Beurnevésin a Bonfol. Sídlem obecní správy je Bonfol.
Název Basse-Vendline je odvozen od říčky Vendline, která oblastí protéká a opouští švýcarské území u vesnice Beurnevésin.